# Phrurotimpus subtropicus
Espèce
Phrurotimpus subtropicus est une espèce d'araignées aranéomorphes de la famille des Phrurolithidae.

## Distribution
Cette espèce est endémique des États-Unis. Elle se rencontre en Floride et en Géorgie.

## Description
Le mâle holotype mesure 1,95 mm et la femelle paratype 2,30 mm.

## Publication originale
- Ivie & Barrows, 1935 : Some new spiders from Florida. Bulletin of the University of Utah, vol. 26, no 6, p. 1-24.